# 高炳鉉
高 炳鉉（コ・ビョンヒョン、朝鮮語: 고병현、1929年1月9日 - 2000年11月21日）は、大韓民国の実業家、政治家。第11代韓国国会議員。本貫は済州高氏。

## 経歴
全北群山出身。東国大学校経済科卒。全国学生総連盟中央執行委員、大韓イエス教長老会トンソン教会時務長老、アガペー出版株式会社専務理事、トンソン企業社代表、韓国軍納輸出組合監事を歴任した。政界では江西区選挙区選出の第11代韓国国会議員のほか、民衆党中央常務委員、新民党中央常務委員・金大中大統領候補選挙対策本部宣伝副局長・総務・組織副局長・中央党組織局長、民主韓国党事務次長、国会内務委員、国会朝餐祈祷会財政幹事、オリンピック特別委員会委員、予算決算特別委員会委員、第4代大韓民国憲政会事務総長などを務めた。
2000年11月21日午前5時にソウルの梨花女大木洞病院にて老衰により死去。享年71。